# Svenska Finlands folkting
Svenska Finlands folkting (schwedisch) oder Suomenruotsalaiset kansankäräjät (finnisch, deutsch etwa „finnlandschwedische Volksversammlung“), auf Schwedisch auch kurz Folktinget („Volksversammlung“),  ist eine offizielle konsultative Volksvertretung für die Interessen der Finnlandschweden.

## Funktion
Die Finnlandschwedische Volksversammlung hat die Aufgabe, die Stellung der schwedischen Sprache im zweisprachigen Finnland zu fördern und die Rechte der finnlandschwedischen Bevölkerung zu bewachen und zu stärken. Die Stellung des Organs ist seit 2003 in der finnischen Verfassung verankert. Die Volksversammlung nimmt an den gesetzgebenden Prozessen teil und verfasst für verschiedene Behörden Gutachten über Fragen, die die Finnlandschweden betreffen. Alle im finnischen Reichstag vertretenen Parteien mit schwedischsprachiger Parteiarbeit sind repräsentiert.

## Wahlen
Die Abgeordneten werden im Rahmen der Kommunalwahlen bestimmt. Die Sitzverteilung wird anhand der Anzahl der Stimmen bestimmt, die den finnlandschwedischen Kandidaten der jeweiligen Parteien bei den Kommunalwahlen zufallen. Als finnlandschwedische Kandidaten gelten jene, die im Melderegister Schwedisch als Muttersprache angegeben haben. Auch Kandidaten, die sich bereits für die schwedische Sprache in Finnland eingesetzt haben, in schwedischsprachigen politischen Organisationen tätig waren oder unter schwedischsprachigen Titeln oder Berufsbezeichnungen in den offiziellen Kandidatenlisten laufen, können auf Wunsch der Partei zu den entsprechenden Kandidaten gezählt werden.

## Vorsitzende
- 2005–2007 Astrid Thors
- 2007–2009 Ulla-Maj Wideroos
- 2009–2011 Anna-Maja Henriksson
- 2011–2015 Christina Gestrin
- 2015–2019 Thomas Blomqvist
- seit 2019 Sandra Bergqvist